# Calymperes norkettii
Calymperes norkettii är en bladmossart som beskrevs av L. Ellis 1989. Calymperes norkettii ingår i släktet Calymperes och familjen Calymperaceae. Inga underarter finns listade i Catalogue of Life.